# 後晋

後晋
晋

  後晋

後晋（こうしん　936年 - 946年）は、中国の王朝で、五代の一つである。国号は単に晋だが、春秋の晋などと区別するため後晋と呼び習わす。都は開封。前身の後唐と同様、突厥（テュルク）系沙陀族に近い部族の王朝である。

## 歴史
933年11月に五代の後唐の明宗が病死すると閔帝が即位したが、934年4月に明宗の養子李従珂が閔帝を弑して帝位（末帝）に就いた。
この頃、明宗の女婿でその信頼も厚く末帝と不和であった石敬瑭は、河東節度使として契丹に対する防衛拠点晋陽に派遣されて強大な軍事力を保持していたため、閔帝や末帝に警戒されていた。
末帝が即位すると契丹の南侵が激化したため後唐は晋陽方面の兵力増強に迫られたが、警戒する石敬瑭の軍備を増強するわけにもいかなかったため、彼を天平軍節度使（鄆州・曹州・濮州）へ転出させようとした。これに対して石敬瑭は晋陽で反乱を起こしたがたちまち末帝の討伐軍に包囲された。劣勢となった石敬瑭は耶律堯骨率いる契丹（遼）に援軍を求めた。契丹は援軍を出し、これによって後唐の討伐軍は潰滅状態となり、936年9月に晋陽の包囲が解かれ、11月に石敬瑭は晋陽で耶律堯骨に擁立されて帝位（高祖）に就いて国号を「晋」（後晋）とし、さらに後唐を滅ぼした。
石敬瑭は契丹の援軍への見返りとして燕雲十六州とよばれることになる幽州（現在の北京市）・代州（現在の忻州市）をはじめとする長城以南の16州を割譲し、毎年絹30万匹を歳幣として契丹に贈り、契丹に対して臣従の礼をとることとした。
このような経緯から有力な節度使（藩鎮）の反乱が相次いで起こった。また、その後の遼の圧力に対して高祖が臣従外交の低姿勢で対応したため、節度使たちの反感を買い思うように彼らを統制することはできなかった。
後晋はその正統性を唐朝の復活であることとして後梁と異なり洛陽を都としたが、後梁が都を経済、物流の要衝で財政の観点から重要な拠点である開封を都としたことと同様に、経済的要請から937年4月に後晋は都を開封とした。さらに、それまでの唐代貴族の末裔に代わって新興の文官を宰相に起用し枢密使を兼ねさせて政権を担わせることによって皇帝権の強化が行なわれた。これは宋で完成する皇帝独裁体制の萌芽となる内政面での変革であった。
942年5月に高祖が病死し、その遺志と異なる第2代皇帝少帝（石重貴）が宰相馮道と天平軍節度使景延広によって擁立された。対遼強硬派の景延広が宰相と侍衛親軍馬歩軍都指揮使（中央禁軍総司令官）を兼ねて国政の実権を握り、歳幣の停止と屈辱的外交からの脱却を図ったが、これが944年に2度の遼の南侵と946年11月の遼の太宗による親征を招いた。同年12月、開封は落城し、少帝（石重貴）は遼に拉致されて後晋は滅亡した。
遼の太宗によるこの侵攻は、反遼姿勢をとる後晋に対する懲罰と燕雲十六州以南の華北の支配をもくろんだものであったが、遼の本国においては農耕社会の直接支配に対して批判的な遊牧勢力（述律太后の一派）がおり、さらに「打草穀騎」と称される部隊が華北地方で激しい略奪をしたことに対して漢民族が激しく抵抗したため、947年4月には撤退を余儀なくされた。
後晋の滅亡の際、有力節度使はほとんど反撃をせず、高祖の信頼が厚かった晋陽の河東節度使劉知遠は少帝の政権から疎外されていたため事態を傍観していた。947年2月、劉知遠は晋陽において帝位に就き、国号を「漢」（光武帝の建てた後漢と区別するために「こうかん」と音読する）とした。

## 後晋の皇帝
| 代数 | 廟号         | 名前   | 在位          |
| ---- | ------------ | ------ | ------------- |
| 1    | 高祖         | 石敬瑭 | 936年 - 942年 |
| 2    | 少帝（出帝） | 石重貴 | 942年 - 946年 |

参照

## 後晋の元号
|    | 元号 | 年数          | 備考                                         |
| -- | ---- | ------------- | -------------------------------------------- |
| １ | 天福 | 936年 - 943年 | 後に後漢の高祖劉知遠が復活させた。（-948年） |
| ２ | 開運 | 944年 - 946年 |                                              |